# ذا دارك بيكشرز أنثولوجي: ليتل هوب
ذا دارك بيكشرز أنثولوجي: ليتل هوب (بالإنجليزية: The Dark Pictures Anthology: Little Hope)‏، هي لعبة فيديو من نوع رعب البقاء وفيلم تفاعلي، من تطوير ستوديو سوبرماسيف غيمز ونشر شركة بانداي نامكو إنترتينمنت، أطلقت بتاريخ 30 أكتوبر 2020 على منصات بلاي ستيشن 4، إكس بوكس ون، ومايكروسوفت ويندوز، حيث أن هذه اللعبة تدعم اللغة العربية.